# Krasnovolîțea, Ciudniv
Krasnovolîțea (în ucraineană Красноволиця) este un sat în comuna Krasnohirka din raionul Ciudniv, regiunea Jîtomîr, Ucraina.

## Demografie
Componența lingvistică a localității Krasnovolîțea
     Ucraineană (100%)
Conform recensământului din 2001, toată populația localității Krasnovolîțea era vorbitoare de ucraineană (100%).